# Tepe Yahya

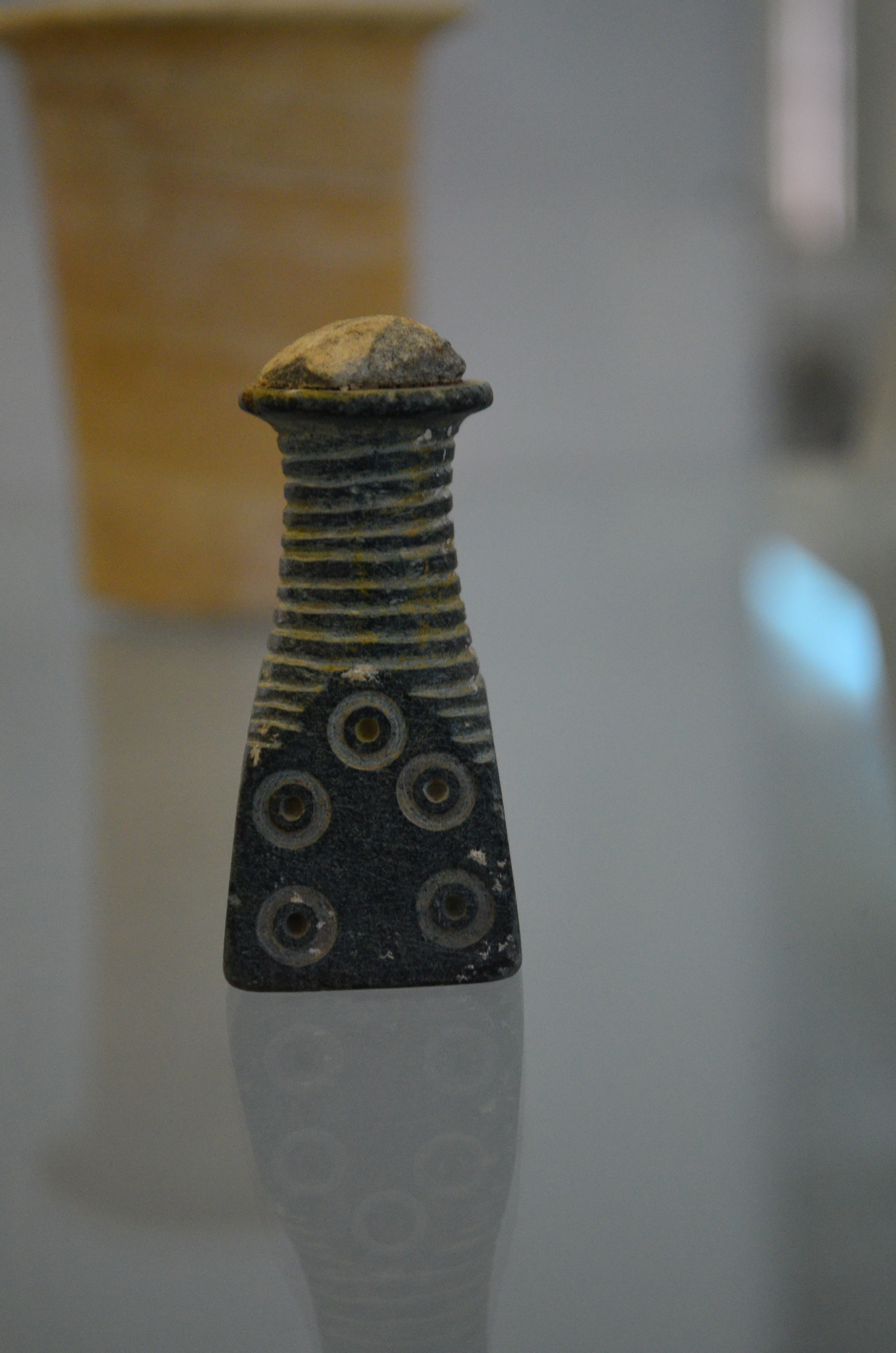
Recipient de clorita trobat a Tepe Yahya (III mil·lenni ae). Es mostra al Museu Nacional de l'Iran

Tapeh Yahya (en persa: تپه یحیی) és un jaciment arqueològic de la província de Kerman (l'Iran), a uns 220 km al sud de la ciutat de Kerman.

## Història
L'àrea estigué habitada des del VI al II mil·lenni abans de la nostra era, i des del segle x al IV ae. Ja en el tercer mil·lenni ae, la ciutat era un centre de producció de ceràmica de clorita, i s'arribà a estendre per Mesopotàmia l'ús i distribució d'atuells tallats en aquest material, sobretot en temples.
Moltes atuells trobats al jaciments s'havien elaborat amb elements geomètrics i naturalistes, i es dataren de la fi del tercer mil·lenni ae. Alguns n'estaven pintats al natural (en color verd en al·lusió al material de la clorita), amb incrustacions de pastes i petxines i amb inscripcions cuneïformes que es refereixen a governants i deïtats sumèries conegudes. Més de 500 atuells i fragments d'atuells en aquest estil es recuperaren en diversos llocs, des d'Uzbekistan fins a la vall de l'Indus, a la zona de Susa i als principals llocs sumeris a Mesopotàmia, des de Mari (actual Síria) fins al golf Pèrsic, a les illes Tarut o Failaka.
L'esteatita també era molt comuna en aquest indret, la qual cosa es va corroborar en trobar-se'n mines a la rodalia. La distribució de gots fabricats amb esteatita era molt àmplia. Se'n trobaren no sols a Mesopotàmia, sinó també a Bampur i Xahr-i Sokhta, així com en els nivells inferiors de Mohenjo-Daro, i en llocs més llunyans com l'illa de Tarut, o còpies a posteriori a Umm al-Nar (actual Emirats Àrabs Units).

## Arqueologia
El jaciment és un monticle circular, d'uns 20 m d'alçada i uns 187 m de diàmetre. S'excavà en sis temporades del 1967 al 1975 per l'Escola Americana de Recerca Prehistòrica del Museu Peabody d'Arqueologia i Etnologia de la Universitat Harvard, en una operació conjunta amb l'actual Universitat de Siraz, sota direcció de l'arqueòleg C. C. Lamberg-Karlovsky.